# Hydroliza kwasowa
Hydroliza kwasowa – w chemii organicznej, kwaśna hydroliza jest procesem, w którym kwas protonowy jest katalizatorem rozszczepianie wiązania chemicznego poprzez reakcję podstawienia nukleofilowego z dodatkiem cząsteczek wody (H2O). Na przykład przy konwersji celulozy lub skrobi do glukozy. W przypadku estrów i amidów można go zdefiniować jako katalizowaną kwasem nukleofilową reakcję podstawienia acylu.
Termin ten stosuje się również do niektórych reakcji addycji nukleofilowej, takich jak katalizowana kwasem hydroliza nitryli do amidów.

## Przykłady
Metoda kumenowa otrzymywania fenolu i acetonu wykorzystuje jako jeden z etapów hydrolizę kwasową.
Proces hydrolizy jest reakcją stopniową. W jej pierwszym etapie zachodzi rozpad wiązań wodorowych pomiędzy poszczególnymi łańcuchami polimeru połączony ze wstępną depolimeryzacją. Powoduje to zwiększenie rozpuszczalności polimeru, a co za tym idzie, znaczne obniżenie lepkości. Zainicjowany w ten sposób proces zaczyna przebiegać coraz szybciej z wytworzeniem produktów pośrednich o zróżnicowanej długości łańcuchów, czyli dekstryn. Wielkość oraz morfologia dekstryn wynika przede wszystkim z faktu, że procesowi hydrolizy ulegają zarówno cząsteczki amylozy, jak i amylopektyny. W miarę wzrostu stężenia glukozy w mieszaninie reakcyjnej, pod wpływem kationów wodorowych, zaczynają zachodzić także różnego rodzaju reakcje wtórne i uboczne, niekorzystnie wpływające na proces hydrolizy. Wśród nich niewątpliwie najważniejsze to rewersja oraz tworzenie 5-hydroksymetylofurfuralu wraz z produktami jego rozkładu lub polimeryzacji. Szybkość procesu hydrolizy zależna jest przede wszystkim od stężenia czynnika katalizującego (kwasu) oraz temperatury procesu.